# OMC (band)
OMC was een popduo uit de stad Auckland in Nieuw-Zeeland. De groep scoorde medio jaren negentig een grote internationale hit met het nummer How Bizarre.

## Historie
OMC staat voor Otara Millionaires Club. Dit is een ironische verwijzing naar Ōtara, de thuisbasis van de groep en een van de armste voorsteden van Auckland. Het duo bestond uit Pauly Fuemana (1969-2010) en Alan Jansson. Jansson was vanaf eind jaren zeventig als musicus, producent en muziekschrijver betrokken bij verschillende Nieuw-Zeelandse bands en had vanaf de tweede helft van de jaren tachtig een opnamestudio in Auckland. In 1994 produceerde hij een verzamelalbum van lokale bandjes uit Auckland. The Otara Millionaires Club, een van de groepen op het album, ging kort na de verschijning uit elkaar. Met het laatste overgebleven lid Pauly Fuemana startte Jansson vervolgens een samenwerking. Jansson en Fuemana werkten de volgende achttien maanden aan het debuutalbum van OMC. Jansson zorgde voor de productie en schreef de meeste songs. Fuemana was de zanger en verantwoordelijk voor het inspelen van de meeste instrumenten.
Met de debuutsingle How Bizarre, die in december 1995 uitkwam, scoorde de groep een nummer 1-hit in Nieuw-Zeeland. In 1996 volgde Australië en vervolgens de rest van de wereld. Behalve in Nieuw-Zeeland en Australië kwam "How Bizarre" in Canada, Oostenrijk en Ierland op de eerste plaats van de hitparade. In de Britse UK Singles Chart bereikte het nummer de vierde plaats, in de Nederlandse Top 40 de elfde en in België kwam het op veertien. In de Verenigde Staten werd "How Bizarre" niet als single uitgebracht, maar in de Airplay Top 100 behaalde het een vierde plaats. Wereldwijd werden er naar schatting drie tot vier miljoen exemplaren van de single verkocht. Daarmee werd het de best verkopende plaat ooit van een Nieuw-Zeelandse act opgenomen in het eigen land.
In 1996 werd tevens het album How Bizarre uitgebracht. In tegenstelling tot de single werd deze wel in de Verenigde Staten uitgebracht en was het redelijk succesvol in de Billboard 200. De vervolgsingles Right On, Land of Plenty en On the Run behaalden niet het succes van How Bizarre. Tot een vervolgalbum kwam het niet. In 2000 gingen Fuemana en Jansson uit elkaar, alhoewel Fuemana onder de naam OMC bleef optreden. In januari 2007 kwam het duo weer bij elkaar en bracht het met zangeres en actrice Lucy Lawless de single 4 All of Us uit.
Fuemana overleed in 2010 op veertigjarige leeftijd.

## Discografie

### Album
| Jaar | Album       | Notering | Notering |
| Jaar | Album       | NZ       | US       |
| ---- | ----------- | -------- | -------- |
| 1996 | How Bizarre | 5        | 40       |

### Singles
| Jaar | Single         | Hitparadenotering | Hitparadenotering | Hitparadenotering | Hitparadenotering | Hitparadenotering | Hitparadenotering | Album       |
| Jaar | Single         | NZ                | AUS               | UK                | NL                | BE                | CAN               | Album       |
| ---- | -------------- | ----------------- | ----------------- | ----------------- | ----------------- | ----------------- | ----------------- | ----------- |
| 1996 | How Bizarre    | 1                 | 1                 | 4                 | 11                | 14                | 1                 | How Bizarre |
| 1996 | Right On       | 11                | —                 | —                 | —                 | —                 | —                 | How Bizarre |
| 1996 | On the Run     | 30                | —                 | 56                | —                 | —                 | —                 | How Bizarre |
| 1997 | Land of Plenty | 4                 | —                 | —                 | —                 | —                 | —                 | How Bizarre |
| 2007 | 4 All of Us    | —                 | —                 | —                 | —                 | —                 | —                 | —           |